# チャバネセセリ
チャバネセセリ（茶羽挵、学名：Pelopidas mathias）は、セセリチョウ科に分類されるチョウの一種。

## 分布
東アジアからオセアニアにかけての暖地に分布する。
日本周辺では亜種 P. m. oberthueri が本州（越冬は関東沿岸部・中部地方以南の暖地）から南西諸島にかけて分布する。日本各地で普通に見られるが、個体数はイチモンジセセリほど多くない。草地や公園、田畑といった平地から中山部にかけての開けた場所や疎林に多い。

## 特徴
成虫の前翅長は 13-21mm。イチモンジセセリと比べて翅が縦に長い。また後翅裏の模様が白点4箇所である（イチモンジセセリは横に長い白点）ところで区別が可能。
年3-4回、6-11月頃に発生する。関東地方では秋に多く発生する。幼虫で越冬する。本種を含むセセリチョウ類の特徴として飛翔が素早い。
幼虫の食草はイネやススキといったイネ科の植物や、タケ科やカヤツリグサ科の植物である。

## 近縁種
- ミヤマチャバネセセリ Pelopidas jansonis
- トガリチャバネセセリ Pelopidas agna
- オオチャバネセセリ Polytremis pellucida
- イチモンジセセリ Parnara guttata

## 関連画像

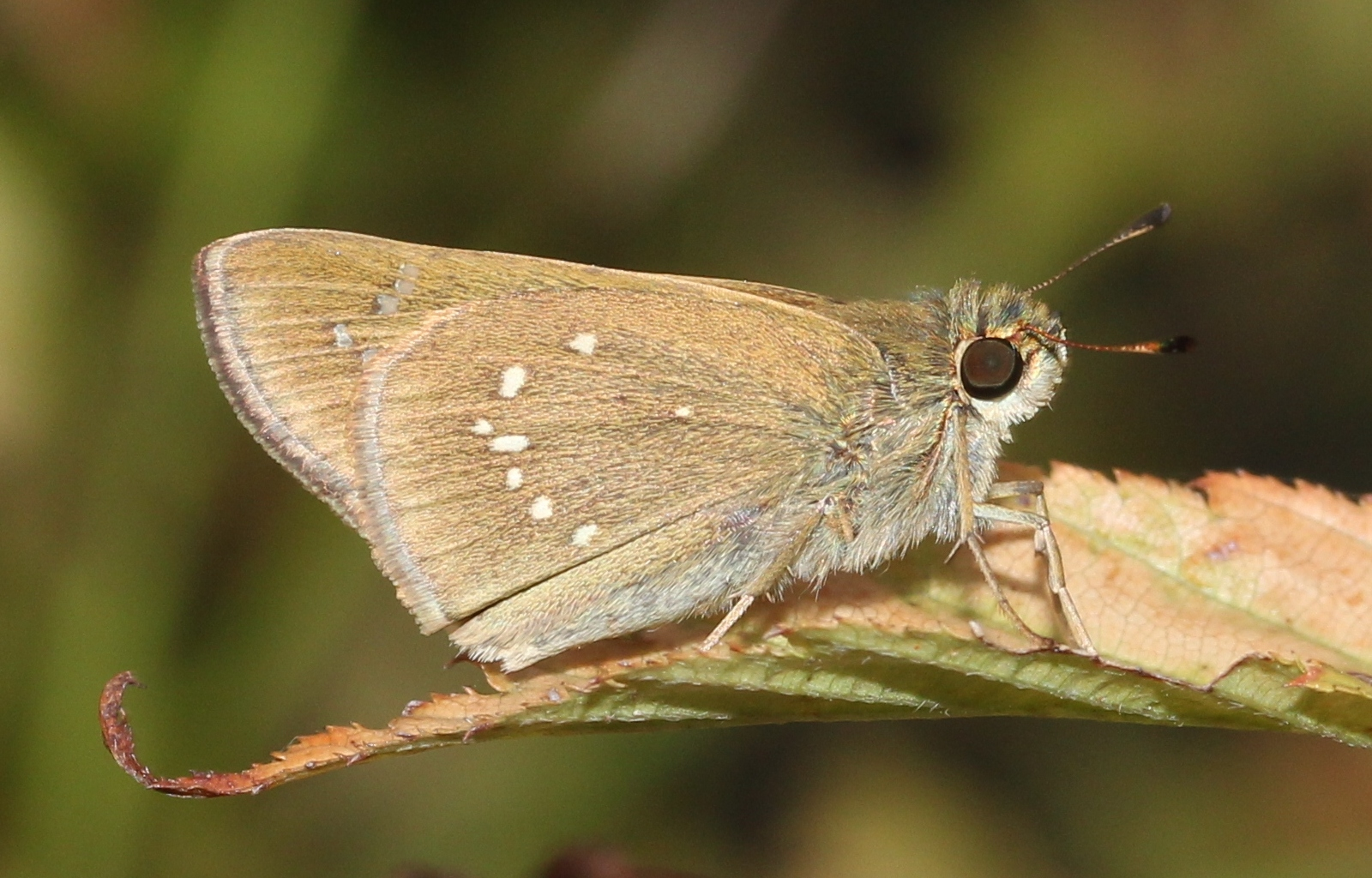
チャバネセセリ
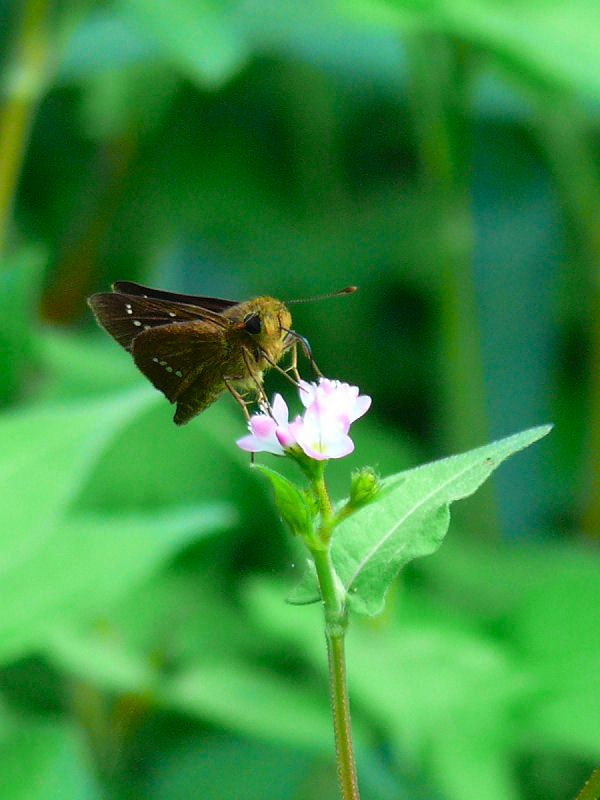
ミゾソバの花で吸蜜中
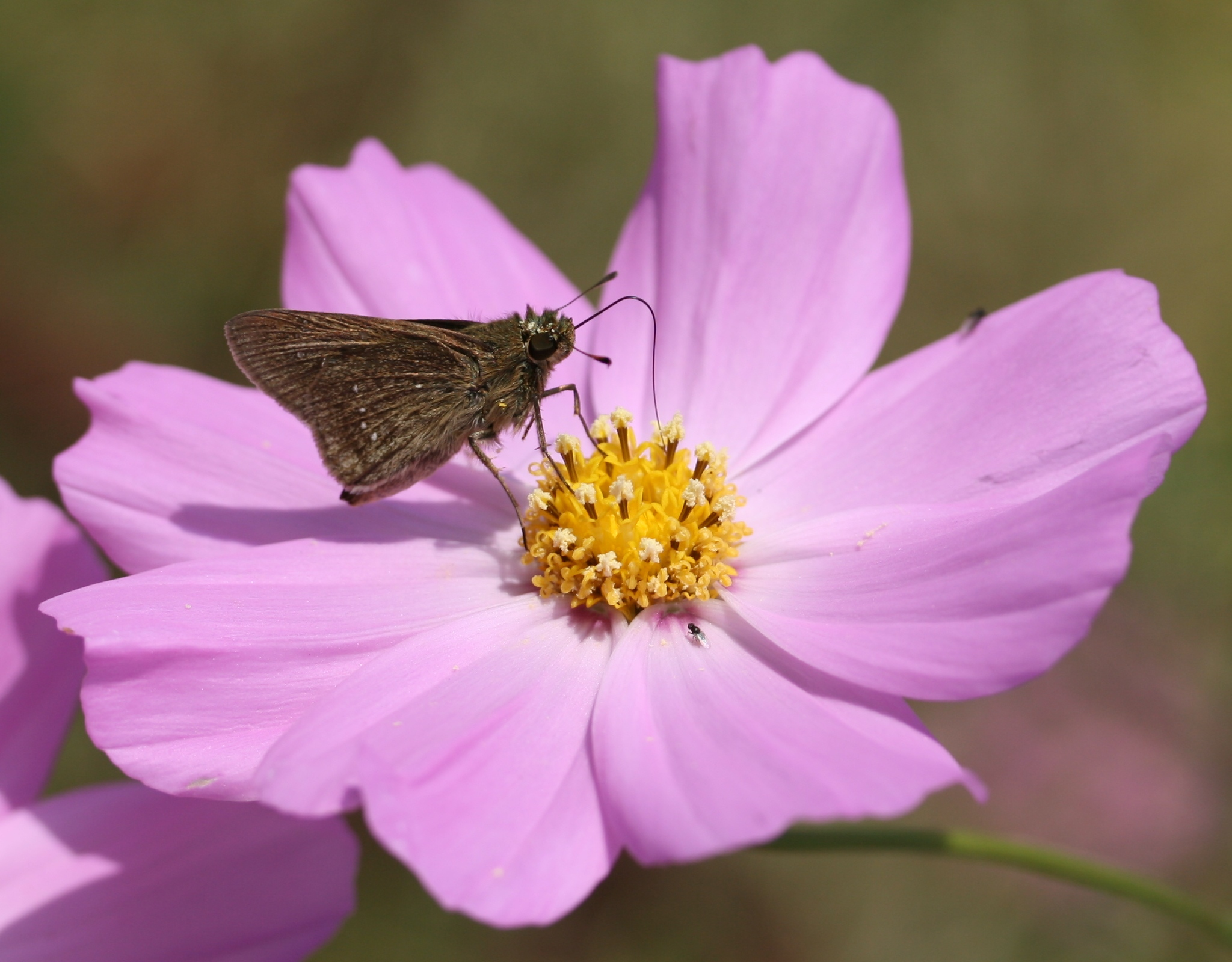
コスモス（オオハルシャギク）で吸蜜中
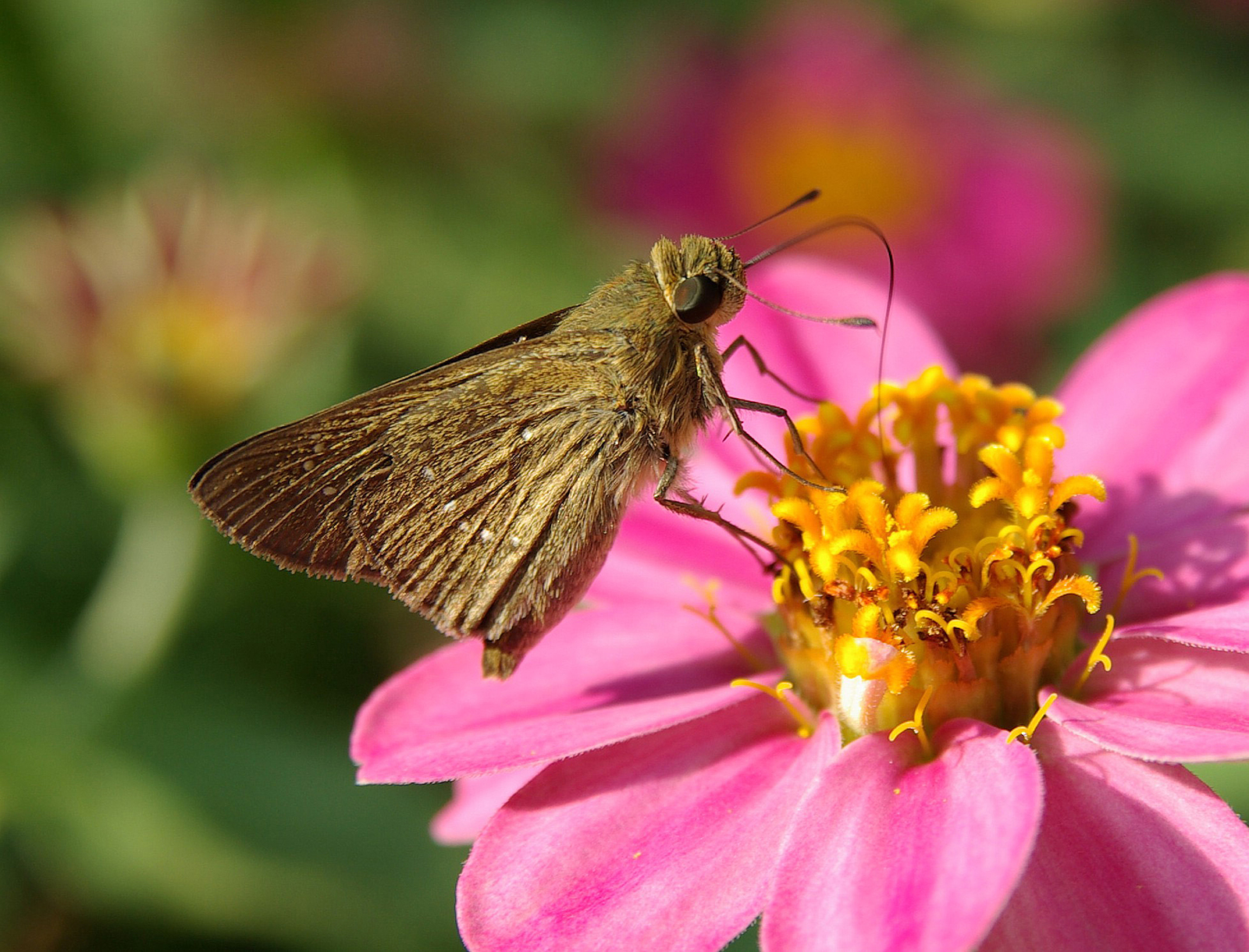
吸蜜の様子